# Ruby (álbum)
Ruby es el álbum de estudio debut de la cantante y rapera surcoreana Jennie. Fue lanzado el 7 de marzo de 2025, a través de su sello Odd Atelier y Columbia Records. El álbum marca su primer lanzamiento en solitario desde que dejó YG Entertainment e Interscope Records en 2023.
«Mantra» fue lanzado como el primer sencillo del álbum llegando al éxito comercial, alcanzando el top cinco del Billboard Global 200 y el Circle Digital Chart de Corea del Sur, y fue seguido por los sencillo «Love Hangover», «ExtraL» y «Like Jennie». El álbum consta de quince canciones, incluidas colaboraciones con Childish Gambino, Doechii, Dominic Fike, FKJ, Dua Lipa y Kali Uchis.

## Antecedentes
En diciembre de 2023, se anunció que Jennie había fundado su propio sello discográfico, Odd Atelier, luego de su salida de YG Entertainment para actividades en solitario. Durante su aparición como invitada en The Seasons: Lee Hyo-ri's Red Carpet en enero de 2024, Jennie reveló que su objetivo era lanzar un álbum de larga duración este año.
Los medios de comunicación de Corea del Sur informaron que en marzo que lanzaría un nuevo álbum en junio. Odd Atelier negó los rumores, afirmando que Jennie estaba trabajando actualmente en el álbum sin una fecha de lanzamiento programada.
Tras su colaboración de abril de 2024 «Spot!», el rapero surcoreano Zico reveló a Billboard que tuvo "la oportunidad de echar un vistazo a los demos de las pistas en solitario que se lanzarán de Jennie" y que había "tantas canciones buenas".
En mayo de 2024, mientras asistía a Sleeping Beauties: Reawakening Fashion en la Met Gala, habló con Vogue y adelantó su próximo álbum, afirmando: "También tengo mucho más por venir con mi álbum, guiño, guiño".
El 20 de junio del mismo año, se dio a conocer un video publicitario protagonizado por Jennie para los Beats Solo Buds, con una canción en solitario de ella, que se presume que estará en su próximo álbum. En la canción, rapea sobre un ritmo de trap sobre recuperar su narrativa y defenderse a sí misma.
En septiembre de 2024, se anunció que Jennie había firmado un contrato de grabación con Columbia Records, en asociación con Odd Atelier. En un artículo de portada de octubre de 2024 para Harper's Bazaar, habló sobre su experiencia trabajando en el álbum y compartió que estaba en el estudio repasando letras y "cortando, cortando, cortando" voces "de la mañana a la noche".
El mes siguiente, anunció que el álbum se lanzaría en 2025, a través de una publicación en Weverse. Jennie se burló aún más del lanzamiento del álbum en 2025 en un video de saludo navideño el día de Navidad de 2024, afirmando que tuvo "resultados satisfactorios de 11 meses de trabajo" y que será "un poco de todo para todos. Es como un buffet para ustedes". En enero de 2025, Jennie apareció en una historia de portada de Billboard, donde habló sobre los preparativos de su álbum, afirmando que estaba "casi allí" en términos de su lanzamiento.

## Composición
El álbum consta de quince temas y cuenta con apariciones de Childish Gambino, Doechii, Dominic Fike, FKJ, Dua Lipa y Kali Uchis. Jennie grabó el álbum principalmente en inglés y lo describió como una forma de "llegar al mundo por primera vez".
Su intención era completarse en el disco como "Jennie Ruby Jane, para que sea una persona completa", haciendo referencia al nombre del alter ego que inventó cuando vivía en Nueva Zelanda cuando era niña. Temáticamente, el álbum ofrece un mensaje claro hacia otras mujeres jóvenes para hacerlas sentir inspiradas "a comprender y defender quiénes son".

## Producción
Tras la conclusión del Born Pink World Tour de Blackpink en septiembre de 2023, Jennie estableció su propio sello independiente Odd Atelier en noviembre y comenzó a trabajar en el álbum a principios de 2024. Grabó el "99%" del proyecto en Los Ángeles y al principio tuvo que dedicar tiempo a construir una nueva red creativa y a reunirse con productores y escritores.
La artista admitió que le tomó varios meses "lanzarme a la aventura, entrar en salas llenas de gente nueva" hasta que se topó con un "buen grupo de personas con las que me conecté, tanto sonoramente como como amigos". Ella fue capaz de encontrar su sonido y aterrizó en la canción «Mantra», que se convirtió en el primer sencillo del álbum.
Jennie ha descrito el álbum como un álbum que abarca una "gama de géneros". Ella utilizó una mezcla de diferentes estilos vocales en el disco, declarando: "Estoy jugando con muchos géneros y elementos diferentes: estoy rapeando aquí, estoy cantando aquí, estoy armonizando aquí, estoy hablando aquí..."

## Promoción y lanzamiento
El 21 de enero de 2025, Jennie anunció oficialmente su álbum de estudio debut Ruby, que se lanzará el 7 de marzo. El anuncio estuvo acompañado por la portada oficial del álbum, así como un video tráiler de 33 segundos, que reveló la lista de artistas colaboradores. Se lanzará una versión del álbum conocida como "JENNIE Only Audio" sin los artistas colaboradores.
Para promocionar el álbum, Jennie realizará una serie de espectáculos íntimos en tres ciudades entre el 6 y el 15 de marzo, denominados 'The Ruby Experience'. También actuará en el festival musical Coachella el 13 y 20 de abril.

### Sencillos
«Mantra» fue lanzado como el primer sencillo prelanzamiento del álbum el 11 de octubre de 2024. La canción tuvo éxito comercial, alcanzando el número uno en Hong Kong y Taiwán y los números dos y tres, respectivamente, en Billboard Global (excluyendo a) Estados Unidos) y Global 200. La canción también alcanzó el puesto número tres en el Circle Digital Chart de Corea del Sur, y entre los diez primeros en Indonesia,  Malasia,  Filipinas,  Singapur, y Oriente Medio.
Un segundo sencillo titulado «Love Hangover» con Dominic Fike fue lanzado el 31 de enero de 2025, que alcanzó el puesto número 29 en el Billboard Global 200 y el número 35 en el Circle Digital Chart.
El tercer sencillo del álbum, «ExtraL» fue lanzado el 21 de febrero y cuenta con la participación de la rapera estadounidense Doechii. 

## Rendimiento comercial
Según Columbia Records, globalmente Ruby acumuló 450 000 pedidos anticipados hasta el 4 de marzo. Tras su lanzamiento, el álbum debutó en la segunda posición de la Circle Album Chart con 595 900 copias vendidas. En Estados Unidos debutó en la posición número siete en la Billboard 200 con 56 000 unidades vendidas, incluyendo 26 500 ventas puras.

## Lista de canciones
| N.º | Título                                           | Escritor(es)                                                                             | Productores                   | Duración |  |
| 1.  | «Intro: Jane» (con FKJ)                          |                                                                                          |                               |          |  |
| 2.  | «Like Jennie»                                    |                                                                                          |                               |          |  |
| 3.  | «Start a War»                                    |                                                                                          |                               |          |  |
| 4.  | «Handlebars» (con Dua Lipa)                      |                                                                                          |                               |          |  |
| 5.  | «With the IE (Way Up)»                           |                                                                                          |                               |          |  |
| 6.  | «ExtraL» (con Doechii)                           |                                                                                          |                               |          |  |
| 7.  | «Mantra»                                         | Jennie Billy Walsh Jumpa Claudia Valentina Elle Campbell Jelli Dorman Serban Cazan Zikai | El Guincho Cazan Dorman Jumpa | 2:17     |  |
| 8.  | «Love Hangover» (con Dominic Fike)               | Dominic Fike Carly Gilbert Ido Zmishlany Blaise Railey Megan Bülow Devin Workman         | Jennie Zmishlany              | 3:00     |  |
| 9.  | «Zen»                                            |                                                                                          |                               |          |  |
| 10. | «Damn Right» (con Childish Gambino y Kali Uchis) |                                                                                          |                               |          |  |
| 11. | «F.T.S.»                                         |                                                                                          |                               |          |  |
| 12. | «Filter»                                         |                                                                                          |                               |          |  |
| 13. | «Seoul City»                                     |                                                                                          |                               |          |  |
| 14. | «Starlight»                                      |                                                                                          |                               |          |  |
| 15. | «Twin»                                           |                                                                                          |                               |          |  |

## Posicionamiento en listas
| Lista (2025)                       | Mejor posición |
| ---------------------------------- | -------------- |
| Australia (ARIA)                   | 2              |
| Canadá (Billboard Canadian Albums) | 6              |
| Corea del Sur (Circle)             | 2              |
| Estados Unidos (Billboard 200)     | 7              |
| Japón (Oricon)                     | 21             |

## Historial de lanzamiento
| Región | Fecha              | Formato                              | Discográfica         | Ref. |
| ------ | ------------------ | ------------------------------------ | -------------------- | ---- |
| Varios | 7 de marzo de 2025 | CD casete descarga digital streaming | Odd Atelier Columbia |      |